# Honda Accord

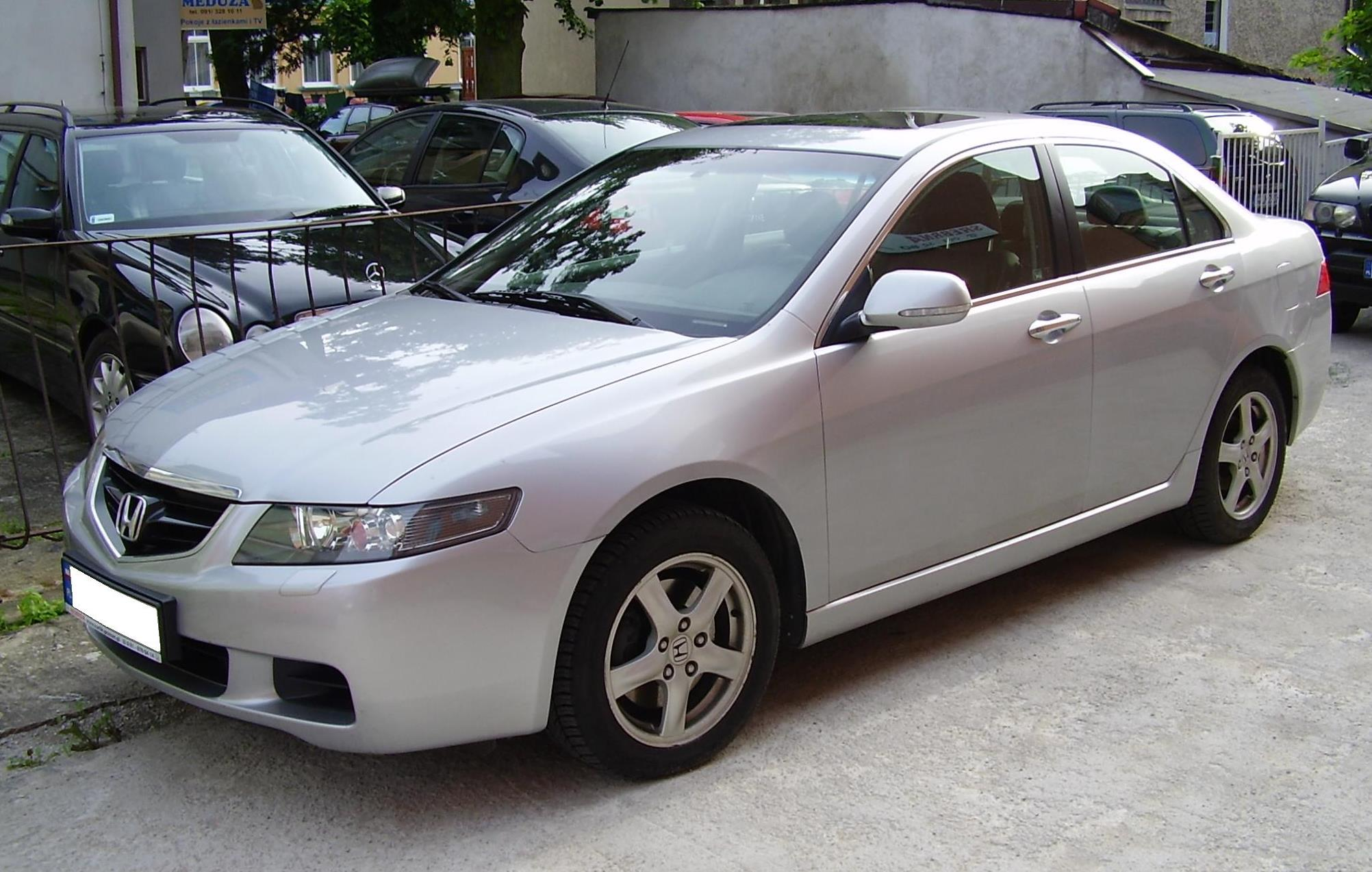
Sjunde generationen Honda Accord

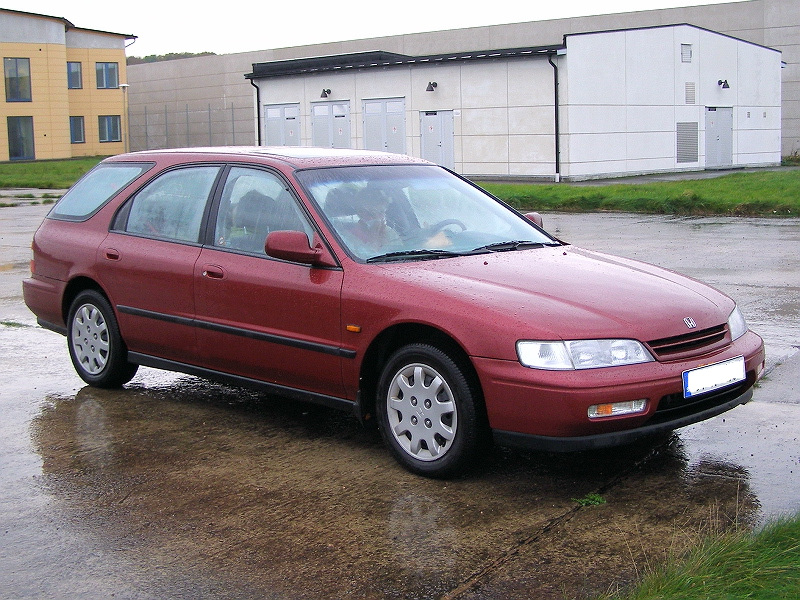
En Honda Accord, årsmodell 1994. Denna årsmodellen har aldrig sålts i Sverige.

Honda Accord är en bil från Honda i mellanklassegmentet. Den släpptes mitt under 1970-talets oljekris, vilket är anledningen till namnet "Accord" - ett försök att främja harmoni mellan människor, samhälle och bilar. Den första versionen kom 1976 och var ganska lik Honda Civic, fast större. Denna bil hade halvkombikaross medan efterföljande modeller även gått att få som sedaner och stationsvagnar. Generation tre som tillverkades mellan 1986 och 1989 blev mycket framgångsrik i Sverige och känns lätt igen på sina mörka baklyktor och allmänt tillyxade design. Idag är modellserien inne på sin åttonde generation. I USA kallas denna bil för Acura TSX, men man har även en egen version som man kallar Accord vilken inte säljs i Europa. Den europeiska versionen finns i såväl kombi som sedan. Kombimodellen introducerades 2003 och uppdaterades måttligt som årsmodell  2006.
En 2,4-liters fyrcylindrig motor med 185 hk och en sexväxlad manuell växellåda är standard. CVT-modellen (Continuously Variable Transmission) har upp till 278 hk med en 3,5-liters V-6 och en sexväxlad automatlåda. Säkerhetsfunktioner är bland annat elektronisk stabilitetskontroll VSA (ESC), dörrbalkar vid sidokollisioner, ABS och dragkontroll i växellådan.